# Cador
Pour les articles homonymes, voir Auguste Cador et Rida Cador.
Pour les articles ayant des titres homophones, voir Kador.
Cador souverain légendaire de Cornouailles est un personnage du cycle arthurien. 

## Contexte
Dans l'Historia regum Britanniae de Geoffroy de Monmouth, il devient duc de Cornouailles après la mort du duc de Tintagel. Il combat les Saxons et défait leur chef nommé Baldulfus près d'York. Cador poursuit ensuite les envahisseurs pendant que Hoel, le neveu du roi Arthur, attaque les Scots et les Pictes. Wace dit dans le Roman de Brut qu'il est le cousin de la reine Guenièvre et le père de Constantin III de Bretagne qui succédera au roi Arthur. Dans le Livre de Caradoc, Cador est le fils du duc Gorlois de Cornouailles et compagnon de Caradoc, qui épousera sa sœur Guinier.

## Sources
- Geoffroy de Monmouth Histoire des rois de Bretagne, traduit et commenté par Laurence Mathey-Maille, Édition Les belles lettres, coll. « La roue à livres », Paris, 2004 (ISBN 2-251-33917-5) chapitres : 143, 148, 152, 158, 166, 167, 168, 178.
- (en) Peter Bartrum, A Welsh classical dictionary: people in history and legend up to about A.D. 1000, Aberystwyth, National Library of Wales, 1993, p. 95-96 CADWR ap GWRLAIS (Legendary). (475).